# Piper hypoglaucum
Piper hypoglaucum är en pepparväxtart som beskrevs av Friedrich Anton Wilhelm Miquel. Piper hypoglaucum ingår i släktet Piper och familjen pepparväxter. Inga underarter finns listade i Catalogue of Life.